# LGA1150
LGA1150（別名：Socket H3）は、ランド・グリッド・アレイ (Land grid array) を採用したインテル製CPUソケットで、LGA1155の後継にあたる規格である。

## 概要
HaswellとBroadwell世代のデスクトップ向けCPU用にIntelが仕様をまとめ、2013年の第1四半期に発表した。外観は、LGA1155と比較した場合、切欠きの位置が異なり、ランド（陸＝平たい接点）の数が5つ減り、1150個である。LGA1150以外のLGA115x系（LGA1156、LGA1155、LGA1151）用CPUとの互換性はない。

## 採用製品
- インテル Haswell DT
  - Celeron G1800番台
  - Pentium G3200番台・G3400番台
  - Core i3 4000番台（製品名末尾に「M」「U」「Y」が付与されるものを除く）
  - Core i5 4000番台（同上）
  - Core i7 4000番台（同上）
  - Xeon E3 1200番台v3シリーズ（一部BGA仕様を除く）

- インテル Broadwell DT
  - Core i5 5000番台
  - Xeon E3 1200番台v4シリーズ（一部BGA仕様を除く）